# Erich Steinfurth

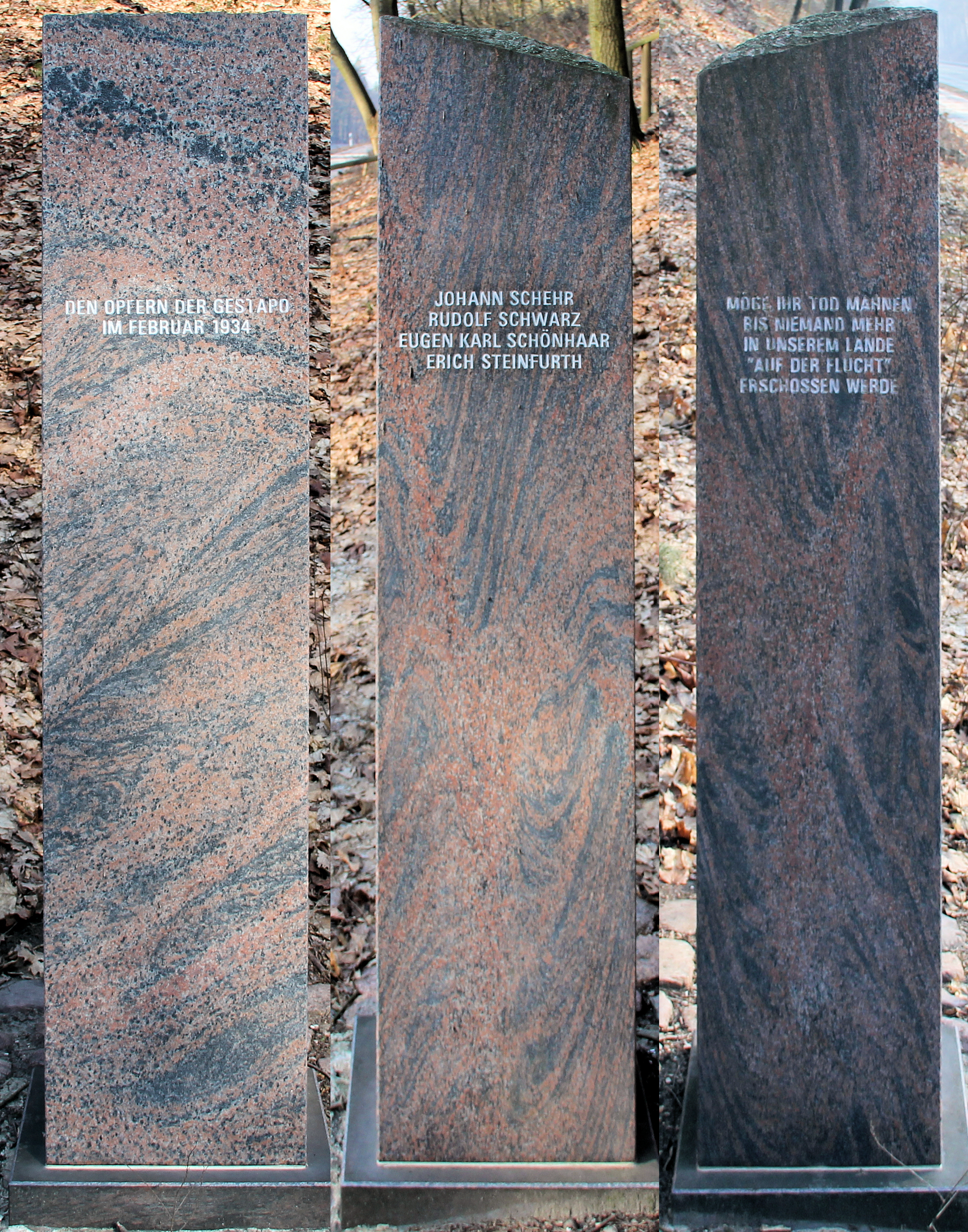
Gedenkstein, Königstraße, in Berlin-Wannsee

Erich Steinfurth (* 10. August 1896 in Mittenwalde; † 1. Februar 1934 in Berlin-Wannsee) war ein deutscher Politiker, von 1929 bis 1933 preußischer Landtagsabgeordneter für die KPD und Widerstandskämpfer gegen den Nationalsozialismus. Ihm ist, unter anderem mit John Schehr, das Gedicht John Schehr und Genossen von Erich Weinert gewidmet.

## Leben
Erich Steinfurth absolvierte nach dem Besuch der Schule eine Lehre als Schlosser. Er wurde mit Beginn des Ersten Weltkriegs zum Militär einberufen, 1916 vor Verdun schwer verwundet und alsbald wieder an die Front geschickt. Nach Kriegsende fand er Beschäftigung bei der Preußischen Staatseisenbahn, dann bei der Deutschen Reichsbahn. Er arbeitete im Berliner Reichsbahn-Ausbesserungswerk (RAW) in der Nähe des ehemaligen Güterbahnhofs Berlin-Grunewald zunächst als Schlosser, später auch als Lokomotivheizer.
Bereits 1918 trat Steinfurth der USPD bei. 1920 schloss er sich mit deren linken Flügel der KPD an. In seinem Werk wurde er zum Mitglied des Betriebsrates gewählt. 1923 wurde er dort von seinen Vorgesetzten gemaßregelt. Inwiefern dies in Zusammenhang mit seinem politischen Engagement stand, ist allerdings nicht bekannt. Die KPD schickte Steinfurth im Zusammenhang mit den Plänen zu einem „Deutschen Oktober“ 1923 nach München, um unter den dortigen Eisenbahnern Abwehraktionen gegen die extreme Rechte zu organisieren. Dort wurde er im Herbst 1923 festgenommen und Anfang 1924 zu einer Strafe von zwei Jahren Zuchthaus verurteilt.
Da ihm nach seiner Haftstrafe der Weg zurück zur Reichsbahn versperrt war, wurde Steinfurth nach seiner Freilassung 1925 hauptamtlicher Mitarbeiter der Roten Hilfe Deutschlands (RHD), einer Hilfsorganisation für politische Gefangene. Er war ab November 1925 Vorsitzender im Bezirk Berlin-Brandenburg und kam 1927 in den RHD-Zentralvorstand.
Im Oktober 1929 zog Steinfurth als Nachrücker in den Preußischen Landtag ein. 1932 wurde er direkt als Abgeordneter gewählt und gehörte dem Preußischen Landtag bis zu seiner Verhaftung am 25. März 1933 an. In dieser Eigenschaft setzte er sich für die Unterstützung politischer Gefangener und deren Familien ein.
Steinfurth wohnte in dieser Zeit in der Friedlander Straße 129 in Berlin-Adlershof.

## Ermordung
Am 25. März 1933 wurde er verhaftet und in das Gefängnis in Berlin-Plötzensee gebracht. Nach schweren Misshandlungen wurde er anschließend in das KZ Sonnenburg verlegt, von wo ihm auf illegalem Wege die Übermittlung von Informationen an die KPD-Leitung über die menschenunwürdigen Zustände in dieser Hafteinrichtung gelang.
In der Nacht vom 1. auf 2. Februar 1934 wurde er zusammen mit Eugen Schönhaar, Rudolf Schwarz und dem amtierenden KPD-Vorsitzenden John Schehr von der Gestapo am Berliner Schäferberg „auf der Flucht erschossen“, nachdem der Gestapospitzel Alfred Kattner am 1. Februar im Auftrag der KPD erschossen worden war. Für die Ausführung des Mordes war der Polizeikommissar Bruno Sattler verantwortlich.

## Ehrungen

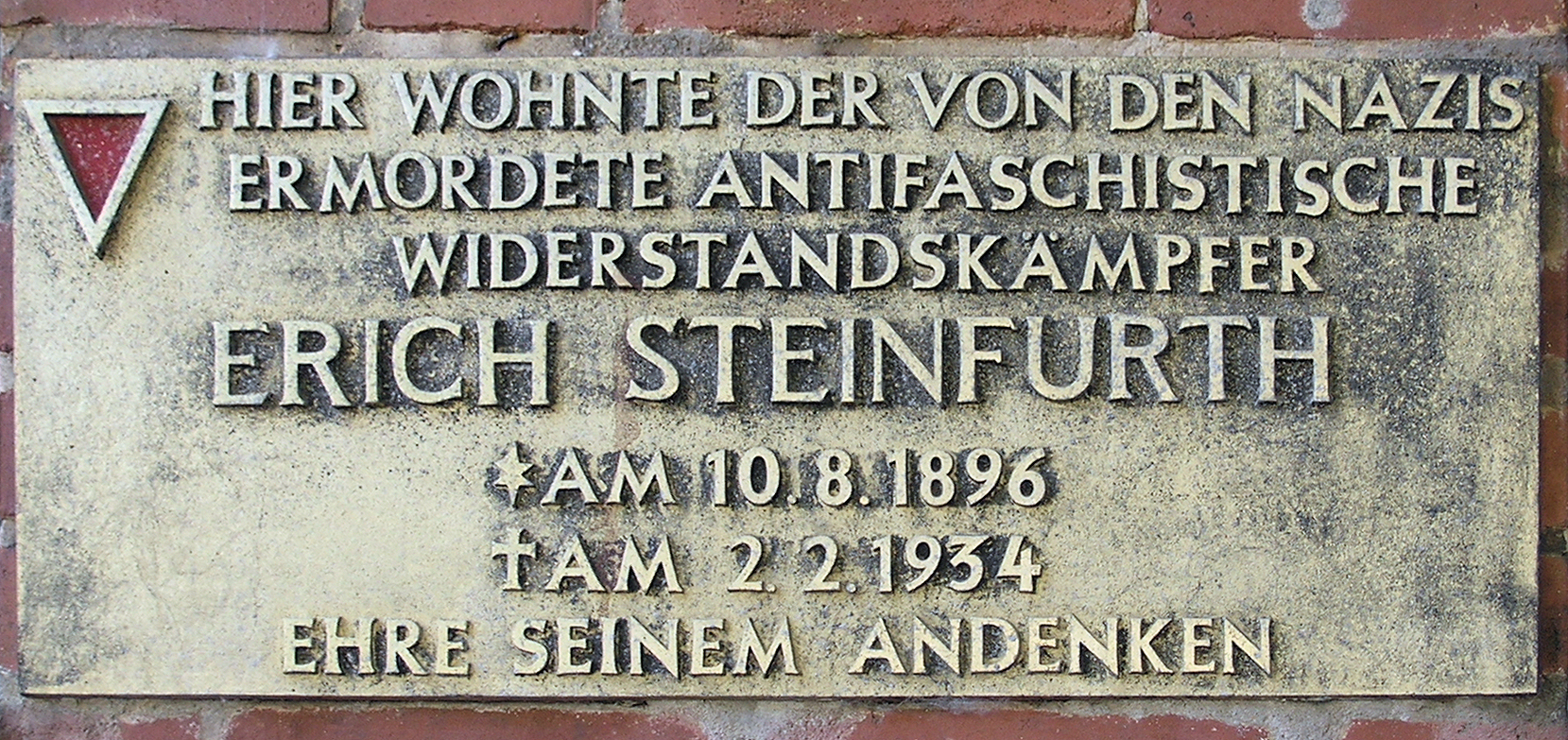
Gedenktafel am Haus Friedlander Straße 139, in Berlin-Adlershof

### Gedicht Weinerts
Noch im Jahr 1934 gedachte der Schriftsteller Erich Weinert mit seinem Gedicht „John Schehr und Genossen“ des Meuchelmordes der Gestapo. Eine Strophe des Gedichtes lautet:
Und schleppen sie in den dunklen Wald.

Und zwölfmal knallt es und widerhallt.

Da liegen sie mit erloschenem Blick,

jeder drei Nahschüsse im Genick,

John Schehr und Genossen.

### Ehrengrab

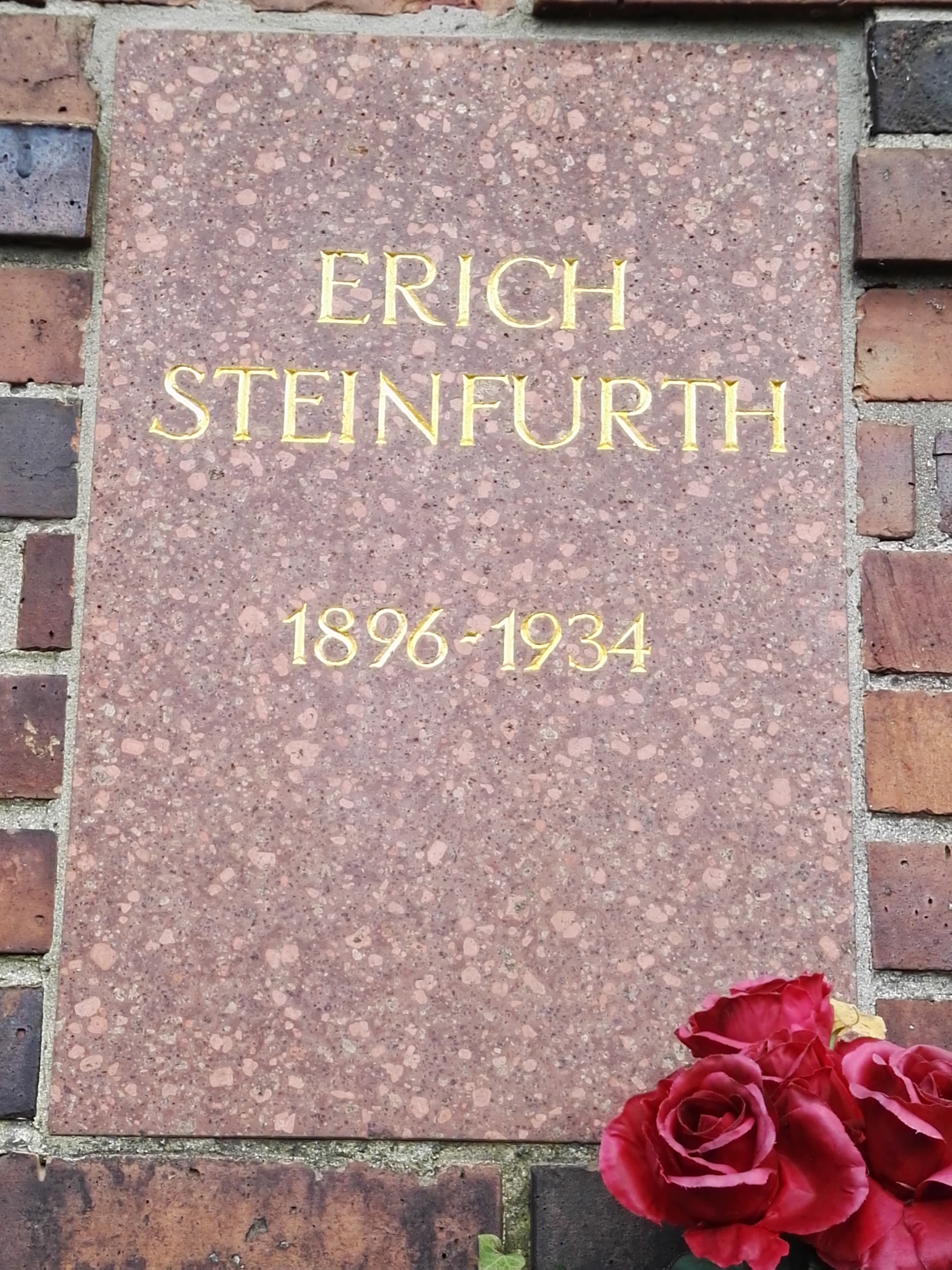
Grabstätte

1954 wurden die sterblichen Überreste von John Scheer, Rudolf Schwarz, Erich Steinfurth und Eugen Schönhaar auf den Zentralfriedhof Friedrichsfelde überführt. Scheer erhielt ein Ehrengrab im Mittelrondell der Gedenkstätte der Sozialisten, die Urnen von Schwarz, Steinfurth und Schönhaar wurden wenige Meter daneben in der Ringmauer der Gedenkstätte eingemauert.

### Gedenkstein
Am Kilometerberg existiert ein Gedenkstein für die vier ermordeten Widerstandskämpfer. Seit 1954 finden dort Gedenkveranstaltungen für die vier Widerstandskämpfer statt.

### Benennungen
- Straßen wurden nach ihm benannt, so 1962 in Berlin-Friedrichshain[13] sowie in Chemnitz, Eberswalde und Teltow.
- Das in Walddrehna stationierte Eisenbahnbauregiment 2 der Nationalen Volksarmee trug den Namen Erich Steinfurth.
- Das Klubhaus der Eisenbahner am Berliner Ostbahnhof erhielt 1962 den Ehrennamen Erich Steinfurth und an seinem Wohnhaus in Adlershof gab es eine Gedenktafel, die im Jahr 2007 entfernt wurde.[1][14]
- Ein Zubringertrawler mit der Fischereikennnummer ROS 417 der „Artur Becker“-Baureihe erhielt ebenfalls seinen Namen.
- In Mittenwalde steht sein ehemaliges Wohnhaus in der Burgstraße 11, die vor 1990 auch den Namen Erich-Steinfurth-Straße trug, unter Denkmalschutz.[15]
- Die Zentralschule der Politischen Verwaltung der Deutschen Reichsbahn wurde nach Erich Steinfurth benannt.
- Von 1967 bis 1990 gab es in Zinnowitz das Kindersanatorium Erich Steinfurth, heute nur noch eine Ruine.